# Libro del saber de astronomía

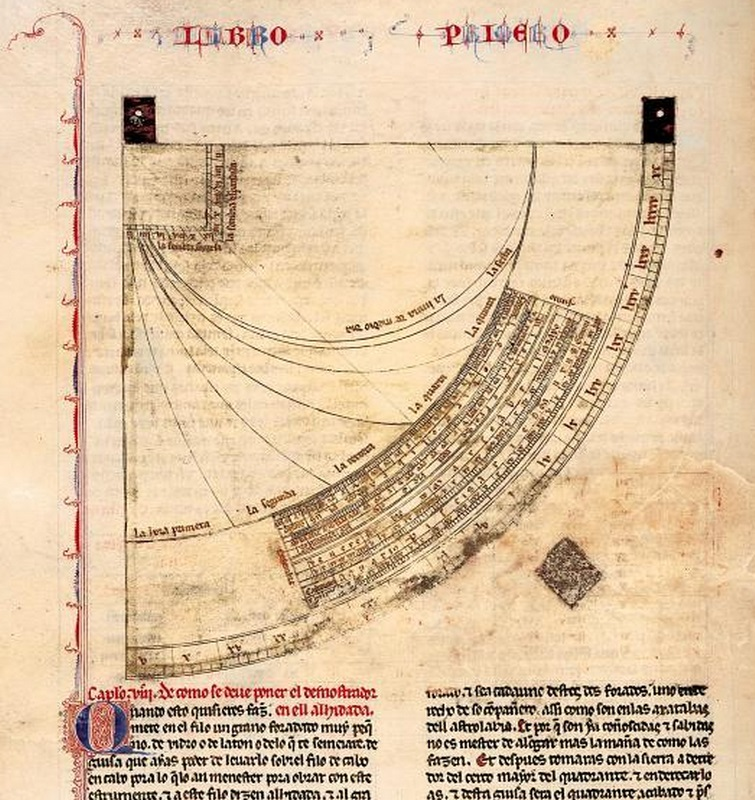
Il·lustració d'un quadrant al
Libro del saber de astronomía

El Libro del saber de astronomía és una de les principals obres científiques de la literatura medieval espanyola. De caràcter divulgador, fou elaborada entre 1276 i 1277 per l'Escola de Traductors de Toledo, sota la direcció d'Alfons X el Savi.

## Obra
Durant el regnat d'Alfons X va fomentar-se la traducció de diferents textos àrabs i jueus al llatí, i després al castellà, on la matèria predominant era la ciència. La principal escola que s'encarregà d'aquestes traduccions fou l'Escola de Traductors de Toledo sota les ordres de Raymundo d'Agen, i després, sota el mecenatge del mateix rei.
El Libro del saber de astronomía conté diferents recopilacions de textos científics àrabs i jueus, escrits probablement entre el 1254 i 1259. Està format per 16 tractats dels quals se n'han conservat 201 folis escrits en tipografia gòtica i, en general, tracta tres temes relacionats amb l'astronomia: el moviment dels astres, la fabricació d'instruments d'astronomia i astrologia, i la mesura del temps.
De les tres recopilacions científiques que Alfons X va ordenar compondre entre 1276 i 1279, el Libro del saber de astronomía és l'única que ha sobreviscut fins als nostres dies i de la qual es disposa del text original íntegre. Es tracta d'un grup de tractats tècnics, excepte el primer, que té un contingut descriptiu. Els tractas que conté són: 
1. Libro de la ochava espera
2. Libro del alcora
3. Libro del astrolabio redondo
4. Libro del astrolabio plano
5. Libro de la lámina universal
6. Libro de la açafeha[3]
7. Libro de las armellas
8. Libro de las láminas de los siete planetas
9. Libro del cuadrante
10. Libros de los relojes (cinc obres)